# Censimento di Betlemme

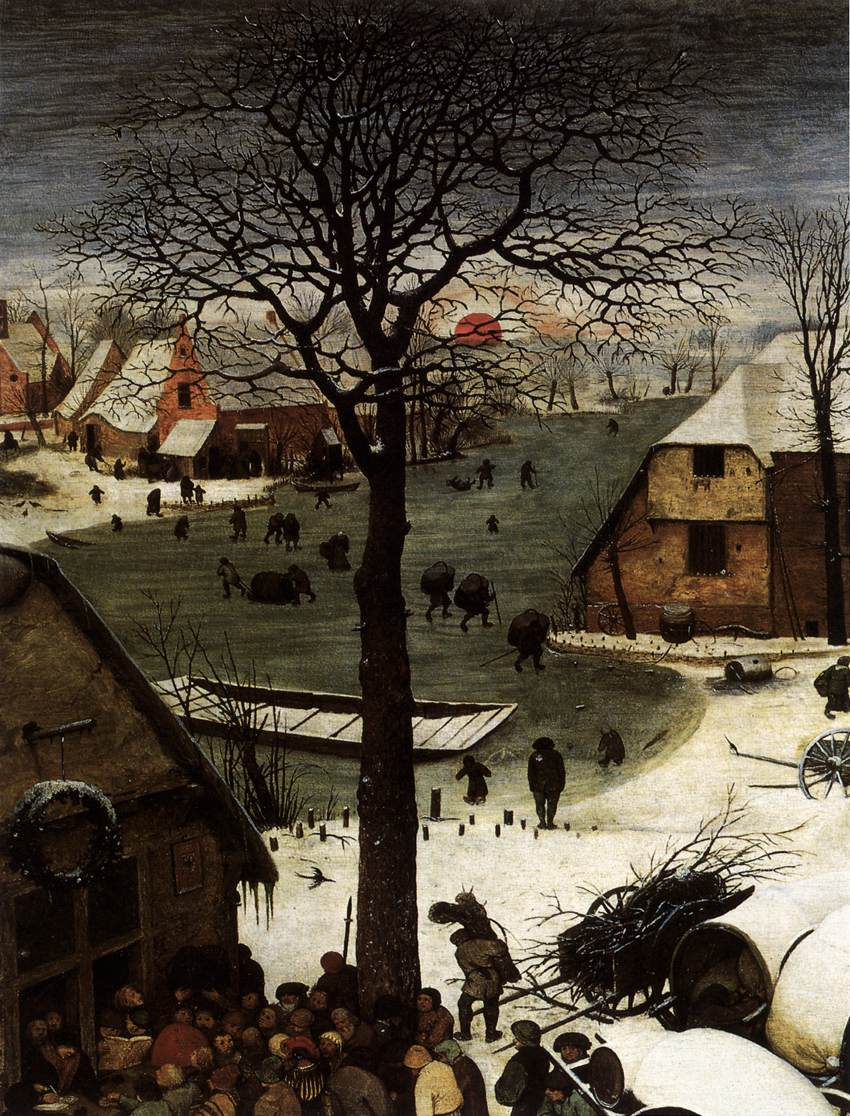
Dettaglio

Il Censimento di Betlemme è un dipinto a olio su tavola (116x164,5 cm) di Pieter Bruegel il Vecchio, datato 1566 e conservato nel Museo reale delle belle arti del Belgio di Bruxelles. È firmato "BRVEGEL 1566".

## Storia
L'opera si trova nel museo dal 1902, quando venne acquistato.

## Descrizione e stile
Il soggetto deriva dal Vangelo di Luca (II, 1-5), in cui si narra del viaggio di Giuseppe e Maria poco prima che ella partorisse verso Betlemme, terra di origine del falegname, per il censimento voluto da Erode. La coppia evangelica si trova nella fascia in primo piano, vicino al centro, con l'uomo che tira l'asino su cui viaggia Maria, una composizione che ricorda l'iconografia della Fuga in Egitto, non a caso già usata da Bruegel in un dipinto con tale soggetto. Giuseppe porta una sega sulla spalla e un succhiello alla cintura, strumenti tipici del suo mestiere.
La scena è ambientata in un villaggio fiammingo d'inverno, coperto dalla neve. A sinistra una folla fa la fila davanti allo sportello dei funzionari del censimento, nella locanda alla "Corona Verde", per registrarsi e pagare le decime. Tutto intorno i personaggi sono occupati in una serie di attività quotidiane: a sinistra un uomo sta sgozzando un maiale e una donna sta appostata con una padella per raccoglierne il sangue; poco avanti una coppia di uomini sta impagliando degli sgabelli, vicini a un gallo e due galline; alcuni barrocciai hanno fermato i loro carretti al centro, che si sono ormai ricoperti di neve; sullo stagno giacciato giocano alcuni bambini, mentre altri personaggi lo attraversano; più in alto c'è chi spala la neve, chi trasporta pesanti carichi, chi tira uno slittino.
La veduta si perde in lontananza, fino al disco solare che sta tramontando, schermato dai rami di un albero senza foglie,incongruamente in alto a sinistra una chiesa. Il motivo biblico, mimetizzato nella moltitudine di soggetti rappresentati, appare così demistificato e tradotto in uno scenario quotidiano, dove ciò che preme all'artista è ricreare una scena corale e realistica.